# Samyda mexicana
Samyda mexicana là một loài thực vật có hoa trong họ Liễu. Loài này được Rose miêu tả khoa học đầu tiên năm 1899.